# Залив Джеймс (проект)

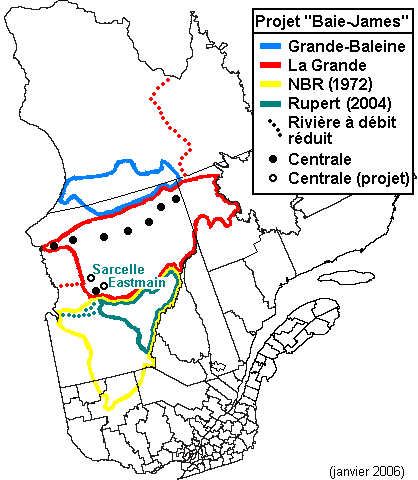
Развитие проекта Бе-Жамс, 1972—2006

Прое́кт Зали́в Джеймс (фр. Projet de la Baie-James) — каскад ГЭС мощностью 16 000 мегаватт в бассейне реки Ла-Гранд, в русло которой также были направлены воды реки Каниаписко и других соседних рек.
Строительство велось с 1974 года Энергетическим сообществом Бе-Жамс по заказу государственной компании Гидро-Квебек и является крупнейшим проектом последней.
Общий бассейн каскада ныне составляет около 177 000 км², приблизительно 12 % площади Квебека. Перепад высот бассейна — около 523 метров (исток находится на поверхности Канадского щита), что гораздо меньше чем у Енисея или Терека, но больше чем у Волги.

## Описание

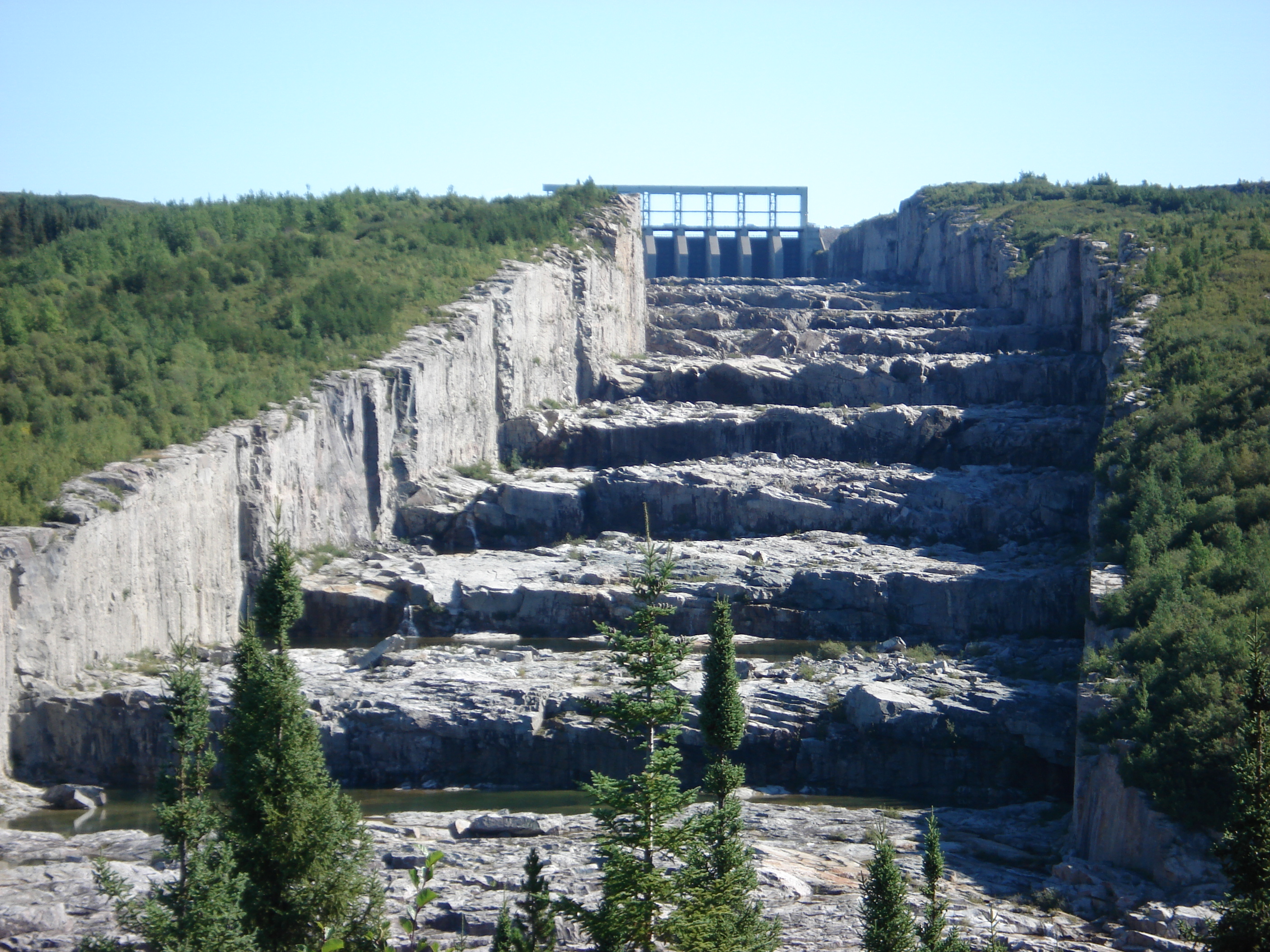
Паводковый водосброс электростанции Робер-Бурасса способен принимать объём, в два раза больший расхода воды реки Святого Лаврентия. Электростанция установленной мощностью 5 616 МВт была торжественно открыта в 1979 году. Она находится в центре сети из восьми гидроэлектростанций, известной под названием проект Залив Джеймс

Строительство первой очереди проекта стоило 13,7 миллиардов канадских долларов (по курсу 1987 г.)
Ныне действует 8 ГЭС. Вместе они производят 83 тераватт-часа энергии (TWh)[уточнить], на 2003 год давали приблизительно 43 % электричества, потребляемого населением Квебека. Установленная мощность станций комплекса составляет 16 000 мегаватт. Станции функционируют в среднем на 60 % от максимальной выработки, производя приблизительно столько же электричества, сколько и вся Бельгия[значимость факта?]. Учитывая то, что население Квебека на 2 млн меньше бельгийского[значимость факта?], а также и то, что в провинции имеются другие ГЭС, значительную часть гидроэлектроэнергии Квебек экспортирует в другие провинции Канады и в США.

## Развитие
В 2006 году была введена в строй ГЭС Истмейн-1, а в 2013 году Истмейн—1-A и Сарсель. Кроме того, перенаправление вод реки Руперт в русло Ла-Гранд вскоре увеличит мощность комплекса до 17 389 МВт, а общее производство до 94 ТВт·ч.

## Проблемы и противоречия
К недостаткам данного каскада ГЭС относятся длительный зимний период (в среднем, с 22 октября по 4 мая), а также относительно небольшое количество осадков (около 720 мм в год, при более 1050 в районе города Монреаль). Но из-за потепления климата, прогнозируется увеличение количества осадков в регионе. Кроме того, довольно негативно к проекту относятся автохтонные племена.